# Meds
Meds es el quinto álbum de Placebo. El álbum fue lanzado en varios países el 13 de marzo de 2006, pese a que fue lanzado 3 días antes en Australia (versiones estándar y especiales) y en Nueva Zelanda (solo versiones estándar). Copias ilegales habían circulado previamente en la Internet desde el 17 de enero. "Because I Want You", lanzado el 6 de marzo, fue el primer single para el Reino Unido del álbum. El primero fuera del Reino Unido fue "Song To Say Goodbye", lanzado en la misma fecha, pero que había sido prelanzado el 14 de febrero en radios chilenas. El siguiente fue "Infra-red", que salió a las calles británicas el 19 de junio. El siguiente sencillo publicado fue la canción "Meds", que salió el 10 de octubre en todo el mundo.

## Lista de canciones
1. Meds (featuring Alison Mosshart)-2:55
2. Infra-Red-3:17
3. Drag-3:23
4. Space Monkey-3:53
5. Follow the Cops Back Home-4:41
6. Post Blue-3:14
7. Because I Want You-3:22
8. Blind-4:04
9. Pierrot the Clown-4:22
10. Broken Promise (con Michael Stipe de R.E.M.)-4:12
11. One of a Kind-3:22
12. In the Cold Light of Morning-3:52
13. Song« to Say Goodbye-3:38

## Contenido delDVD(solo incluido en la versión especial)
1. Documental
2. Letras
3. "Twenty Years" (en vivo en Wembley, 11 de mayo de 2004)
4. "If Only Tonight We Could Sleep" (con The Cure)
5. Galería de foto de la trasescena en Live 8
6. "Long Division" (audio)
7. "In The Cold Light Of Morning" (demo) (audio)
8. "I Do" (demo) (audio)
9. "Pierrot The Clown" (demo) (audio)

## Contenido del CD 2 (edición exclusiva para Chile)
1. This Picture (en vivo en Chile, Estación Mapocho, 2005)
2. Special Needs (en vivo en Chile, Estación Mapocho, 2005)
3. Protect Me (en vivo en Chile, Estación Mapocho, 2005)
4. I Do (en vivo en Chile, Estación Mapocho, 2005)
5. Black-Eyed (en vivo en Chile, Estación Mapocho, 2005)
6. Pure Morning (en vivo en Chile, Estación Mapocho, 2005)
7. English Summer Rain (en vivo en Chile, Estación Mapocho, 2005)
8. Twenty Years (en vivo en Chile, Estación Mapocho, 2005)
9. Nancy Boy (en vivo en Chile, Estación Mapocho, 2005)